# Distretto di Shimajiri
Il distretto di Shimajiri (島尻郡, Shimajiri-gun?) è uno dei distretti della prefettura di Okinawa, in Giappone.
Attualmente fanno parte del distretto i comuni di Aguni, Haebaru, Iheya, Izena, Kitadaitō, Kumejima, Minamidaitō, Tokashiki, Tonaki, Yaese, Yonabaru e Zamami.